# Roy Hurley
Roy Leonard Hurley (Arcadia, California; 12 de agosto de 1922-Marion, Indiana; 14 de enero de 1993) fue un baloncestista estadounidense que disputó una temporada en la NBA, además de jugar en la NBL y la ABL. Con 1,88 metros de estatura, jugaba en la posición de alero.

## Trayectoria deportiva

### Universidad
Jugó durante su etapa universitaria con los Racers de la Universidad Estatal de Murray, convirtiéndose en el primer jugador de dicha universidad en disputar un partido de la BAA o la NBA. Días después seguiría sus pasos Joe Fulks. Asistió además a la Universidad de Indiana.

### Profesional
Comenzó su andadura profesional en los Indianapolis Kautskys de la NBL, donde jugó una temporada en la que promedió 5,9 puntos por partido. Al año siguiente fichó por los Toronto Huskies de la recién creada BAA, y en la única temporada del equipo canadiense en la competición promedió 5,2 puntos por partido.
Tras la desaparición del equipo, en 1947 se produjo un draft de dispersión, siendo elegido por los Washington Capitols, pero en vez de eso regresó a la NBL para jugar brevemente con los Syracuse Nationals y los Tri-Cities Blackhawks, acabando su carrera al año siguiente en los Hartford Hurricanes de la ABL, donde promedió 1,1 puntos por partido.

#### Estadísticas en la BAA

##### Temporada regular
| Temporada | Edad | Equipo          | Liga | P  | TIT | MIN | TC  | TCA | %TC  | 3P | 3PA | %3P | TL  | TLA | %TL  | R.OF. | R.DEF. | REB | ASIS | ROB | TAP | PER | FP  | PTS |
| 1946-47   | 24   | Toronto Huskies | BAA  | 46 |     |     | 2.2 | 9.7 | .224 |    |     |     | 0.8 | 1.4 | .609 |       |        |     | 0.7  |     |     |     | 1.8 | 5.2 |
| Total     |      |                 | BAA  | 46 |     |     | 2.2 | 9.7 | .224 |    |     |     | 0.8 | 1.4 | .609 |       |        |     | 0.7  |     |     |     | 1.8 | 5.2 |